# Martin Savom
Martin Savom est un homme politique au Cameroun.

## Biographie

### Enfance, éducation et débuts
Martin Savom est un homme politique. Il est maire de Bibey jusqu'en avril 2024.

### Parcours
Son nom est cité dans l'affaire Martinez Zogo.